# Мидори (Иокогама)
Мидори — один из 18 административных районов города Иокогама. Население — 176038 человек.

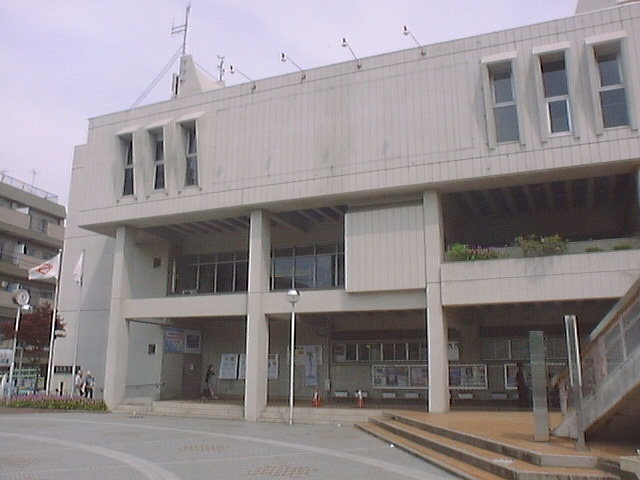
Офис в Мидори

## География
Расположен в восточной части префектуры Канагава и в центрально-западном районе города Иокогама. Район в основном равнинный, с разбросанными небольшими холмами.

## Экономика
Это в основном региональный коммерческий центр и спальный район в центре Иокогамы. Основные отрасли промышленности включают пищевую промышленность, электронику и точное производство.